# Thomas Bonneau
Thomas Bonneau, mort en 1662, seigneur de Valmer et de Pocé, est un conseiller de Louis XIII et un important financier du royaume de France au XVIIe siècle. Notable de la région de Tours, il est chargé sous l'Ancien Régime de la ferme générale des gabelles de 1632 à 1655, avec son frère Jacques et son ami Pierre Aubert de Fontenay.

## Biographie

### Famille
Le parcours des Bonneau illustre la réussite sociale de personnes issues du monde de la marchandise et de la finance au XVIIe siècle. Marchands de soie tourangeaux au XVIe siècle, les Bonneau opérèrent une véritable ascension sociale permise par la fortune acquise par leur activité marchande. Du monde de la marchandise, les Bonneau passèrent au monde de la finance, celui du prêt, celui des traitants au XVIIe siècle, activité qui permettait encore une augmentation substantielle de revenus. 
Thomas Bonneau est le fils Thomas Bonneau – écuyer, seigneur du Plessis-Saint-Antoine et maire de Tours en 1604 – et de Suzanne Robin. Marié à Anne Pallu, sœur du maire Étienne Pallu, il est l'arrière-grand-père du ministre Germain-Louis Chauvelin. Il est également le cousin d'Hadrien Robin, ainsi que l'oncle de Madame de Miramion et du maire Charles Drouin.

### Carrière de fermier général et de financier
Ainsi, Thomas Bonneau se lance en 1632 dans une activité hautement rémunératrice qu'est la Ferme générale des gabelles de France. Son frère Jacques le seconde. Thomas Bonneau devient, en outre, un financier des princes de Condé dont Henri II de Bourbon-Condé. Au XVIIe siècle, les fermiers des impôts indirects, les traitants, les partisans, et les officiers de finance de l'administration des finances avançaient au roi des sommes importantes qui servaient à financer la politique guerrière de la monarchie, et se remboursaient avec plus-value à partir de la concession par l'État d'une ressource créée toute exprès pour eux. Le financier pouvait ainsi lever pour son propre compte un impôt ou bien vendre un lot d'offices, en prenant bien soin de se rembourser de la somme avancée au roi avec une importante plus-value. L'activité de prêt au roi, quand elle n'était pas suivie d'une banqueroute, pouvait ainsi être à l'origine de fortunes très importantes.   
Or au XVIIe siècle, la richesse permettait d'accéder à une vraie reconnaissance sociale, la noblesse, par le biais de l'achat d'un office anoblissant, c'est-à-dire une fonction publique qui apportait en droit la noblesse à son propriétaire, noblesse soit directe, soit graduelle, selon le type d'office. Thomas Bonneau ne manque pas de faire couronner sa réussite matérielle par ce procédé. Ainsi, en 1625, avant même sa présentation aux enchères des gabelles de France, il achète un office de secrétaire du roi, charge qui lui permet d'accéder à la noblesse directement. 
Mais l'agrégation de droit à la noblesse n'épargnait pas, pour les possesseurs de l'office anoblissant, la nécessité pour le nouveau noble de se faire reconnaître socialement par ses pairs. En effet, le moyen d'agrégation au second ordre par le biais de l'office, et de surcroît par un office de secrétaire du roi, qualifié de « savonnette à vilain » en ce qu'elle anoblissait au premier degré, était au XVIIe siècle objet de grand mépris par les plus anciens lignages de la noblesse. La possession d'une seigneurie par exemple, qui plus est d'origine noble, était dès lors indispensable pour se faire reconnaître sa nouvelle qualité. Pour ce qui concerne Thomas Bonneau, celui-ci se rend donc propriétaire du château de Valmer, le 23 mai 1640, dont il réalise l'agrandissement et l'aménagement des terrasses. Ce type d'action permet à Thomas Bonneau une confirmation sociale de sa position nobiliaire.
Il meurt à Paris le 20 décembre 1662.